# Пул, Кристофер
Кристофер Пул (англ. Christopher Poole) — американский интернет-деятель, основатель сайтов 4chan.org и canv.as. В интернете более известен под псевдонимом moot (всегда пишется со строчной буквы). Кристофер создал Форчан в 2003 году, когда ему было 15 лет.
Долгое время moot не афишировал своё настоящее имя и старательно скрывал подробности своей личной жизни. Тем не менее 9 июня 2008 в заметке в The Wall Street Journal была подтверждена идентичность moot’a и Кристофера Пула. В тот же день Лев Гроссман из журнала Time опубликовал статью «Master of Memes» о Форчане и moot’е, в котором описал значительное влияние «невидимого администратора» на взаимодействие участников сайта. Несмотря на то, что в самом начале статьи Гроссман сказал, что «даже не знает его имени» (англ. I don't even know his real name), в конце заметки он сообщил о том, что moot подтвердил идентичность Кристоферу Пулу. moot также сообщил Гроссману, что намеренно не отождествлял себя как администратора с собой как Кристофером Пулом: «my personal private life is very separate from my Internet life… There’s a firewall in between.».
В апреле 2009 года был признан самым влиятельным человеком планеты по результатам открытого интернет-опроса, проводимого журналом Time. Произошло это вследствие хакерской накрутки голосования, организованной анонимусами Форчана. Влияние деятельности участников Форчана на исход голосования стало ещё более заметным, когда было замечено, что имена первых 21 кандидатов были расположены в специальном порядке, соответствующем мемам 4chan’а — «mARBLECAKE. ALSO, THE GAME».
В апреле 2010 года Кристофер Пул давал показания в суде Соединенных Штатов Америки по делу о взломе электронной почты кандидата в вице-президенты Сары Пэйлин (англ. Sarah Palin email hack). В качестве свидетеля moot объяснял суду терминологию мемов, используемых на Форчане, а также объяснил то, как можно однозначно определить пользователя, исходя из имеющихся логов сайта.
7 марта 2016 года стал сотрудником компании Google.